# I den heliga påsknatten
I den heliga påsknatten är en novell av Anton Tjechov från 1886. Den återfinns i Damen med hunden och andra noveller.
Under en påsknatt färdas berättaren en påsknatt över en flod som sköts av munken Jeronymus. När färjan landar på andra stranden börjar firandet av påsknattsfesten. Den skildrar med ett stort folkmyller både i och utanför kyrkan. Novellen beskriver det som ett hav, med rörelser likt ebb och flod, vågor som böljade och slog. Påskgudstjänsten beskrivs som fylld av sånger, utan textläsning. Under kyrkans tak svävar rökelse och luften fylls av ljus.